# Bruno Croatto

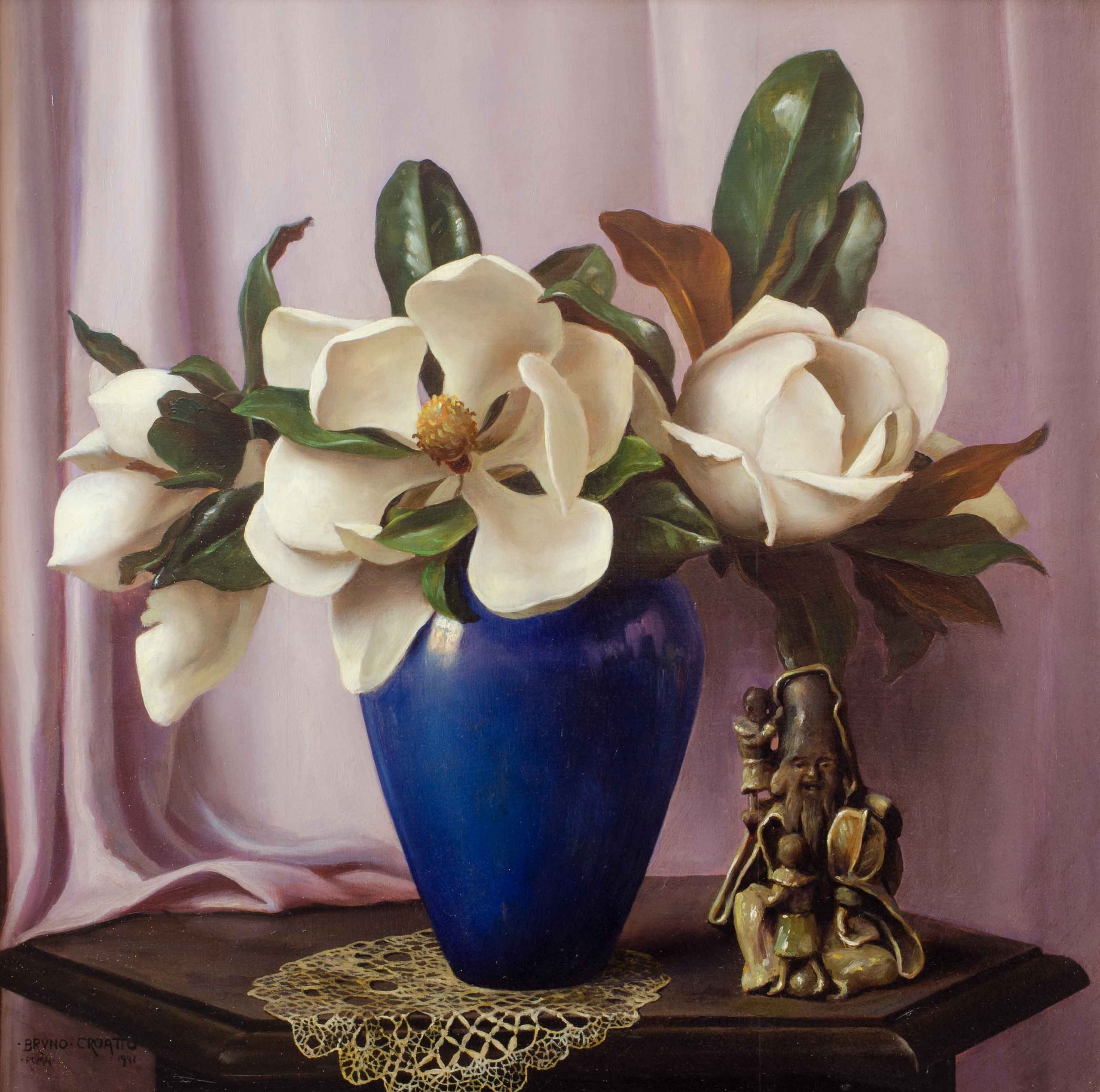
Natura morta con vaso blu e magnolie, 1942

Bruno Croatto (Trieste, 7 aprile 1875 – Roma, 4 settembre 1948) è stato un pittore italiano, riconducibile alla corrente del realismo magico.

## Biografia
Nasce a Trieste, all’epoca parte dell’Impero austro-ungarico. Perfeziona la sua formazione presso l’Accademia di Monaco di Baviera, dove riceve da un lato gli stimoli del movimento stilistico della Secessione, di Max Liebermann e Franz von Stuck; dall’altro del classicismo di Anselm Feuerbach, attraverso il quale introietta la lezione dei maestri del Quattrocento italiano e fiammingo. Dopo aver esordito a Trieste nel 1897 partecipa alla Biennale di Venezia, dove sarà presente con continuità tra il 1912 e il 1924. Tra le prime opere note si annovera il Ritratto della madre dormiente, un pastello che risente della lezione di Munch. Intorno al 1908 si trasferisce ad Orvieto, dove stringe amicizia con Umberto Prencipe e si specializza nell’acquaforte e nell’acquatinta, viaggiando poi per l’Italia e realizzando soprattutto disegni e incisioni, tra le quali molteplici vedute di Roma, Venezia e Trieste. Allo scoppio della prima guerra mondiale, pur di non servire sotto l'Austria si fa ricoverare in manicomio.

### Il dopoguerra
Nel primo dopoguerra si avvicina al realismo magico teorizzato da Massimo Bontempelli. La perizia tecnica e l’amore per il dettaglio appresi attraverso l’arte dell’incisione e lo studio approfondito degli antichi maestri confluiscono in una cifra pittorica che congela l’immagine realistica in una dimensione straniata e onirica: come hanno fatto negli stessi anni artisti quali Antonio Donghi, Felice Casorati e Cagnaccio di San Pietro. Tutto ciò in sintonia con il ritorno alla sobrietà classica teorizzato dalla rivista "Valori plastici". Le opere dei primi anni venti sono per lo più nature morte e ritratti, dei quali diventa protagonista e ispiratrice la moglie Ester Igea Finzi, sposata nel 1919. Si tratta di dipinti da cui traspira un’eleganza senza tempo, che attira l’attenzione di un sofisticato pubblico borghese. Sarà probabilmente proprio grazie al tali conoscenze altolocate che il pittore riuscirà in seguito a sottrarre la moglie, ebrea triestina, alle conseguenze nefaste delle leggi razziali.

### Il periodo romano
Nel 1925 si trasferisce a Roma, dove risiederà per il resto dei suoi giorni. Benché si integri nell'ambiente romano e non aderisca formalmente a un preciso movimento, la sua opera mantiene una certa affinità con quella di altri artisti triestini, imbevuti di cultura mitteleuropea, che guardano alla Nuova Oggettività e al Novecento: come Piero Marussig, Carlo Sbisà, Cesare Sofianopulo, Mario Lannes, Oscar Hermann Lamb. La sua opera comincia ad essere conosciuta anche all'estero e nel 1929 viene inaugurata con successo la sua prima personale a Parigi, dove viene presentato ormai come "pittore romano".
La sua casa-studio in via del Babuino 114 è frequentata da un pubblico d’élite spesso protagonista dei suoi ritratti: come il critico d’arte Francesco Sapori (1932), il conte Ernesto Vitetti (1938), Pietro Mascagni (1939). I tessuti preziosi, i gioielli, le acconciature alla moda, i vetri di Murano, le cineserie caratterizzano invece i ritratti femminili in interno o su sfondo paesaggistico: in sintonia con il gusto caratteristico delle sue raffinatissime nature morte. Numerosi anche gli autoritratti con cui l’artista si rappresenta spesso con in mano gli strumenti del mestiere.
Il successo lo accompagna fino alla morte, sopraggiunta il 6 settembre 1948. L'anno successivo viene celebrato in due importanti retrospettive presso le gallerie romane La Barcaccia e Trieste e verrà considerato precursore della futura maniera di Gregorio Sciltian e Pietro Annigoni.
Sue opere si conservano in varie collezioni internazionali e musei: tra essi, in Italia, il Museo civico Revoltella di Trieste, la Galleria nazionale d'arte moderna di Roma e la Galleria d'arte moderna di Milano.

## Opere
- Ritratto della madre dormiente (s.d.)
- Donna con scialle verde e violoncello (1920)
- Ritratto di Delia Benco (1925)
- Ritratto di Edmondo Passauro (1926)
- Annunciazione (1927)
- Un Jeu de cartes (1928)
- Il libro di immagini (1931)
- Autoritratto (1931)
- Ritratto di Rodolfo Fogolin (1932)
- Ritratto di Ernesto Franco, direttore generale Ministero Educazione Nazionale (1932)
- Tuberosa (1932)
- Il placito del Risano (1934-35)
- Ritratto di Igea (1937)
- Un adagio di Shubert (1937)
- Ritratto femminile con scialle (1938)
- Natura morta con vaso decò (1938)
- Ritratto di Pietro Mascagni (1939)
- Mascherina (1939)
- Autoritratto (1940-41)
- Natura morta con vaso blu e magnolie (1942)
- Grande natura morta con fiori e cineserie (1943)
- Natura morta con Buddha e melograni (1944)
- Vaso di rose bianche (1947)
- Natura morta con il "leone" cinese (1948)